# Санта-Крус-дель-Комерсіо
Санта-Крус-дель-Комерсіо (ісп. Santa Cruz del Comercio) — муніципалітет в Іспанії, у складі автономної спільноти Андалусія, у провінції Гранада. Населення — 597 осіб (2010).
Муніципалітет розташований на відстані близько 370 км на південь від Мадрида, 35 км на південний захід від Гранади.
На території муніципалітету розташовані такі населені пункти: (дані про населення за 2010 рік):
- Санта-Крус-дель-Комерсіо: 548 осіб
- Валенсуела: 49 осіб

## Демографія
Динаміка населення (INE ):

## Галерея зображень

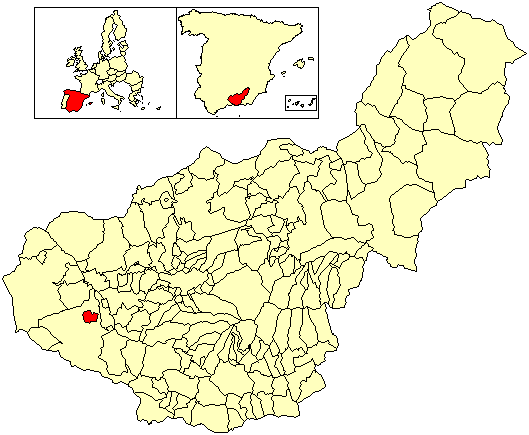
Розташування муніципалітету у провінції Гранада